# Alphitonia
Alphitonia is een geslacht uit de wegedoornfamilie (Rhamnaceae). Het telt ongeveer twintig soorten grote bomen en struiken die voorkomen in de tropische regio's van Zuidoost-Azië, Australië, Oceanië en Polynesië.

## Soorten
- Alphitonia carolinensis Hosok.
- Alphitonia excelsa (Fenzl) Reissek ex Hook.
- Alphitonia ferruginea Merr. & L.M.Perry
- Alphitonia franguloides A.Gray
- Alphitonia incana (Roxb.) Teijsm. & Binn. ex Kurz
- Alphitonia macrocarpa Mansf.
- Alphitonia marquesensis F.Br.
- Alphitonia neocaledonica (Schltr.) Guillaumin
- Alphitonia oblata A.R.Bean
- Alphitonia petriei Braid & C.T.White
- Alphitonia philippinensis Braid
- Alphitonia pomaderroides (Fenzl) A.R.Bean
- Alphitonia ponderosa Hillebr.
- Alphitonia whitei Braid
- Alphitonia zizyphoides (Biehler) A.Gray

... · 
Alphitonia · 
Ceanothus · 
Discaria · 
Gouania · 
Nesiota · 
Phylica · 
Pomaderris · 
Rhamnus (Vuilboom) · 
Sageretia · 
Ziziphus · 
...